# Pseudospiris paidiformis
Pseudospiris paidiformis är en fjärilsart som beskrevs av Butler 1895. Pseudospiris paidiformis ingår i släktet Pseudospiris och familjen nattflyn. Inga underarter finns listade.